# Euphthiracarus heterosetosus
Euphthiracarus heterosetosus är en kvalsterart som beskrevs av Wojciech Niedbała 2004. Euphthiracarus heterosetosus ingår i släktet Euphthiracarus och familjen Euphthiracaridae. Inga underarter finns listade i Catalogue of Life.